# Federico Manca

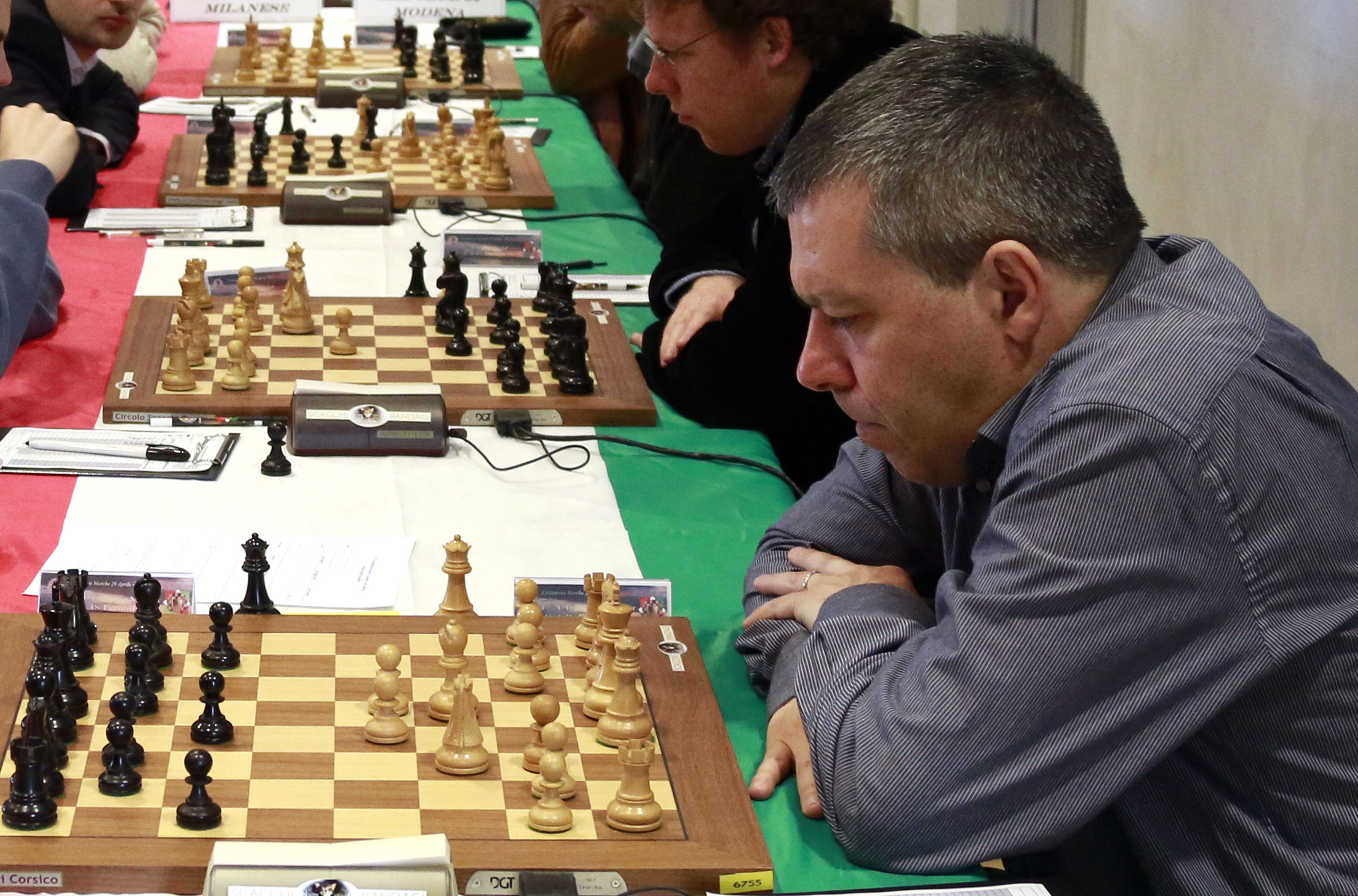
Federico Manca, Italiaans teamkampioenschap, Civitanova Marche (Italië), 29 april - 3 mei 2015

Federico Manca (Padova, 6 mei 1969 – Boedapest, 16 januari 2025) was een Italiaanse schaker met een FIDE-rating van 2418 in 2005 en 2402 in 2016. Hij was een internationaal meester.
Van 23 november tot en met 4 december 2005 werd in Cremona, Italië, het 65e kampioenschap van Italië gespeeld dat met 8.5 uit 11 door Michele Godena gewonnen werd. Manca eindigde met 6 punten op de vijfde plaats.
Manca kreeg op 24 december 2024 een hartinfarct in Boedapest en raakte in coma. Hij overleed drie weken later op 55-jarige leeftijd.